# Live 1961–2000: Thirty-Nine Years of Great Concert Performances
Live 1961–2000: Thirty-nine Years of Great Concert Performances – wydany tylko w Japonii kompilacyjny koncertowy album zestawiony z nagrań Boba Dylana dokonanych od 1961 do 2000 r. i wydany w 2001 r.

## Historia i charakter albumu
Kiedy w lutym 2001 r. album ten ukazał się w Japonii, stał się dla fanów Dylana jedną z bardziej poszukiwanych płyt. Znajdowało się na nim 16 koncertowych utworów Boba Dylana, jednak aż 11 ukazało się wtedy na płycie po raz pierwszy. Dziś już większość nagrań z tej płyty została wydana na innych albumach, m.in. w serii „The Bootleg Series”.
Album ten został starannie wydany; broszurka zawiera opis utworów jak również teksty wszystkich piosenek. Tekst, jak i opis techniczny albumu są wydrukowane w języku japońskim. Jedynie teksty są podane zarówno w języku angielskim, jak i japońskim.

## Muzycy
- Bob Dylan – śpiew, gitara, harmonijka
- Robbie Robertson – gitara (5, 6, 7)
- Garth Hudson – organy (5, 6, 7)
- Rick Danko – gitara basowa (5, 6, 7)
- Richard Manuel – pianino (5, 6, 7)
- Mickey Jones – perkusja (5)
- Levon Helm – perkusja (6, 7)
- Bob Neuwirth – gitara (8, 9)
- T-Bone Burnett – gitara (8, 9)
- Roger McGuinn – gitara (8, 9)
- Steven Soles – gitara (8, 9)
- Mick Ronson – gitara (8, 9)
- David Mansfield – elektryczna gitara hawajska, skrzypce, mandolina, gitara dobro, (8, 9)
- Rob Stoner – gitara basowa (8, 9)
- Howie Wyeth – pianino, perkusja (8, 9)
- Luther Rix – perkusja, instrumenty perkusyjne (8)
- Ronee Blakley – śpiew (8)
- Scarlet Riviera – skrzypce (9)
- Gary Burke – kongi (9)
- Fred Tackett – gitara (10)
- Steve Ripley – gitara (10)
- Al Kooper – instrumenty klawiszowe (10)
- Tim Drummond – gitara basowa (10)
- Jim Keltner – perkusja (10)
- Arthur Rosato – perkusja (10)
- Clydie King – śpiew towarzyszący (10)
- Regina Havis – śpiew towarzyszący (10)
- Madelyn Quebec – śpiew towarzyszący (10)
- Jerry Garcia – gitara (11)
- Bob Weir – gitara, śpiew (11)
- Phil Lesh – gitara basowa (11)
- Brent Mydland – instrumenty klawiszowe (11)
- Bill Kreutzman – perkusja (11)
- Mickey Hart – perkusja (11)
- Bucky Baxter – elektryczna gitara hawajska, gitara slide (12, 13, 14)
- John Jackson – gitara (12, 13, 14)
- Brendan O’Brien – instrumenty klawiszowe, gitara (12)
- Tony Garnier – gitara basowa (1, 12, 13, 14, 15, 16)
- Winston Watson – perkusja, instrumenty perkusyjne (12)
- David Kemper – perkusja (1, 13, 14, 15, 16)
- Charlie Sexton – gitara (1, 15, 16)
- Larry Campbell – gitara, mandolina, elektryczna gitara hawajska, gitara slide (1, 15, 16)

## Lista utworów
1. Somebody Touched Me [2:42] – 24.9.2000; Guildhall w Portsmouth, Anglia
2. Wade in the Water [3:01] – 22.12.1961; Minneapolis, Minnesota
3. Handsome Molly [2:48] – 10.1962; Gaslight Cafe, Nowy Jork
4. To Ramona [4:29] – 30.4.1965; The Oval City Hall Sheffield, Anglia
5. I Don’t Believe You (She Acts Like We Never Have Met) [6:00] – 17.5.1966; Free Trade Hall, Manchester, Anglia
6. Grand Coulee Dam [2:57] – 20.1.1968; Carnegie Hall, Nowy Jork
7. Knockin’ on Heaven’s  Door [3:50] – 30.1.1974; Madison Square Garden, Nowy Jork
8. It Ain’t Me Babe [5:15] – 20.11.1975; Harvard Square Theater, Cambridge, Massachusetts
9. Shelter from the Storm [5:25] – 23.5.1976; Hughes Stadium, State University of Colorado, Fort Collins, Kolorado
10. Dead Man, Dead Man [3:56] – 10.11.1981; Saenger Performing Arts Center, Nowy Orlean, Luizjana
11. Slow Train [4:59] – 4.7.1987; Sullivan Stadium, Foxborough, Massachusetts
12. Dignity [6:35] – 18.11.1994; Sony Studios, Nowy Jork
13. Cold Irons Bound [6:50] – 16.12.1997; El Rey Theater, Los Angeles
14. Born in Time [5:21] – 1.2.1998; Prudential Hall, New Jersey Performing Arts Center, Newark, New Jersey
15. Country Pie [2:48] – 24.9.2000; Guildhall, Portsmouth, Anglia
16. Things Have Changed [5:52] – 25.9.2000; Guildhall, Portsmouth, Anglia

- 3. Ukazał się potem na albumie Live at the Gaslight 1962 w 2005 r.
- 6. Ukazał się na albumie A Tribute to Woody Guthrie, Part I
- 7. Ukazał się na albumie Before the Flood w 1975 r.
- 8. Z filmu Renaldo and Clara
- 9. Ukazał się na albumie Hard Rain
- 11. Ukazał się na albumie Dylan & The Dead
- 12. Ukazał się na albumie MTV Unplugged

## Opis albumu
- Kierownictwo artystyczne i projekt – Tetsuya Tamura
- Tekst – Heckel Sugano
- Czas – 1 h 12 min 55 s
- Firma nagraniowa – SME Records
- Numer katalogowy – SRCS 2438
- Data wydania – 28 lutego 2001